# Dylan Carlson
Dylan Carlson (nascido em 1967) é o guitarrista base, vocalista e o único membro da formação remanescente da formação original da banda Drone Doom Earth.

## Biografia
Carlson nasceu em Seattle, Washington, Estados Unidos. O seu pai trabalhava no Departamento de Defesa, e por isso Carlson morou em vários estados, tais como Filadélfia, Texas, Novo México e Nova Jersey, antes de voltar para o estado de Washington. Ele ficou interessado em se tornar um músico de rock aos 15 anos, inspirado por bandas como Molly Hatchet, AC/DC e Black Sabbath. Ele considera os The Melvins, e compositores como La Monte Young e Terry Riley, às suas maiores influências. Foi em Washington que ele conheceu Slim Moon, Greg Babior, Dave Harwell e Joe Preston, músicos que formariam posteriormente a Drone doom Earth. Durante esse período, ele conheceu Kurt Cobain.

## Carlson e a morte de Kurt Cobain
Durante as suas constantes doenças e vícios em drogas, Carlson comprou a espingarda com que Cobain se matou. Naquela época, Carlson não acreditava que o seu amigo se tinha suicidado com a sua arma, já que Cobain disse que iria usá-la para sua própria defesa.
Carlson foi um dos muitos entrevistados para o documentário Kurt & Courtney (1998). Ele afirma que se lamentava aparecer naquele filme: "Eu fui enganado sobre as suas intenções".